# Tormenta tropical Ana (2009)
La tormenta tropical Ana fue la primera tormenta de la temporada de huracanes del Atlántico de 2009. Se formó de un área de baja presión asociado con una onda tropical el 11 de agosto, Ana brevemente alcanzó intensidad de tormenta tropical el 12 de agosto, antes de debilitarse a una depresión. Al día siguiente, el sistema se degeneró en una baja de remanente no convectiva cuando se movió hacia el oeste. El 14 de agosto, la depresión se había regenerado a aproximadamente 1735 km al este de las islas de Sotavento. Desde el principio el 15 de agosto, la tormenta se fortaleció y adquirió la condición de tormenta tropical, momento en él fue nombrado Ana. Después de alcanzar un pico de intensidad con vientos de 65 km/h y una presión barométrica de 1003mbar, la tormenta comenzó a debilitarse nuevamente debido al aumento de los niveles de cizalladura y el movimiento inusualmente rápido de Ana. En el análisis de post-tormenta, se descubrió que Ana se había degenerado en una onda tropical una vez más el 16 de agosto, antes de llegar a tierra.
Numerosos advertencias de tormenta tropical fueron emitidas para las Antillas Menores, Puerto Rico y República Dominicana entre el 15 y 17 de agosto. Varias islas tomaron precauciones menores por la tormenta, incluyendo Saint Croix que evacuaron 40 residentes de las zonas propensas a inundaciones. En la República Dominicana, los funcionarios hicieron preparativos. El impacto de Ana fue mínima, que consiste principalmente en ligeras a moderadas lluvias. En Puerto Rico, se informó de hasta 70 mm de lluvia, causando inundaciones de calle y obligando a la evacuación de tres escuelas.

## Historia meteorológica
El 9 de agosto, el Centro Nacional de Huracanes (CNH) comenzó a vigilar una onda tropical asociada a una pequeña zona de actividad convectiva entre las islas de Cabo Verde y la costa occidental de África. El sistema finalmente dio lugar a un área de baja presión. Después de organizarse lentamente durante unos días, el CNH declaró que el sistema se había convertido en una depresión tropical, la segundo de la temporada, al principio el 11 de agosto cuando se encontraba a aproximadamente a 455 km al oeste de las Islas de Cabo Verde. El sistema desarrolló.
Al 12 de agosto, el CNH informó de que la depresión tropical Dos estaba cerca de intensidad de tormenta tropical después de una explosión de convección profunda sobre el centro. En este punto, el sistema no se designó como una tormenta tropical. Sin embargo, en un análisis posterior de la tormenta, se determinó que el sistema había alcanzado la intensidad de tormenta , con vientos de 65 km/h durante 12 horas el 12 de agosto. Varias horas después, el sistema se desorganizó, debido a la cizalladura del viento. En la tarde del 13 de agosto, la depresión se degeneró en un remanente de baja presión, ya que no pudo mantener la convección alrededor del centro durante 24 horas. En este momento, el NHC emitió su asesoramiento final sobre el sistema, pero señaló que existía la posibilidad de regeneración. 
Los restos de Ana, se regeneraron a 1735 km al este de las Islas de Sotavento el 14 de agosto. El 15 de agosto, la depresión se fortaleció en una tormenta tropical, dándole el nombre de Ana. Más tarde ese día, las condiciones desfavorables afectaron de nuevo a Ana.